# Katherine Librowicz
Katherine Librowicz est une artiste peintre, sculptrice et lithographe polonaise naturalisée française, connue essentiellement pour ses portraits d'enfants (on lui doit également des paysages et des natures mortes), née le 1er novembre 1912 à Varsovie, ayant vécu au 26, rue des Plantes dans le 14e arrondissement de Paris, où elle est morte le 9 avril 1991.

## Biographie

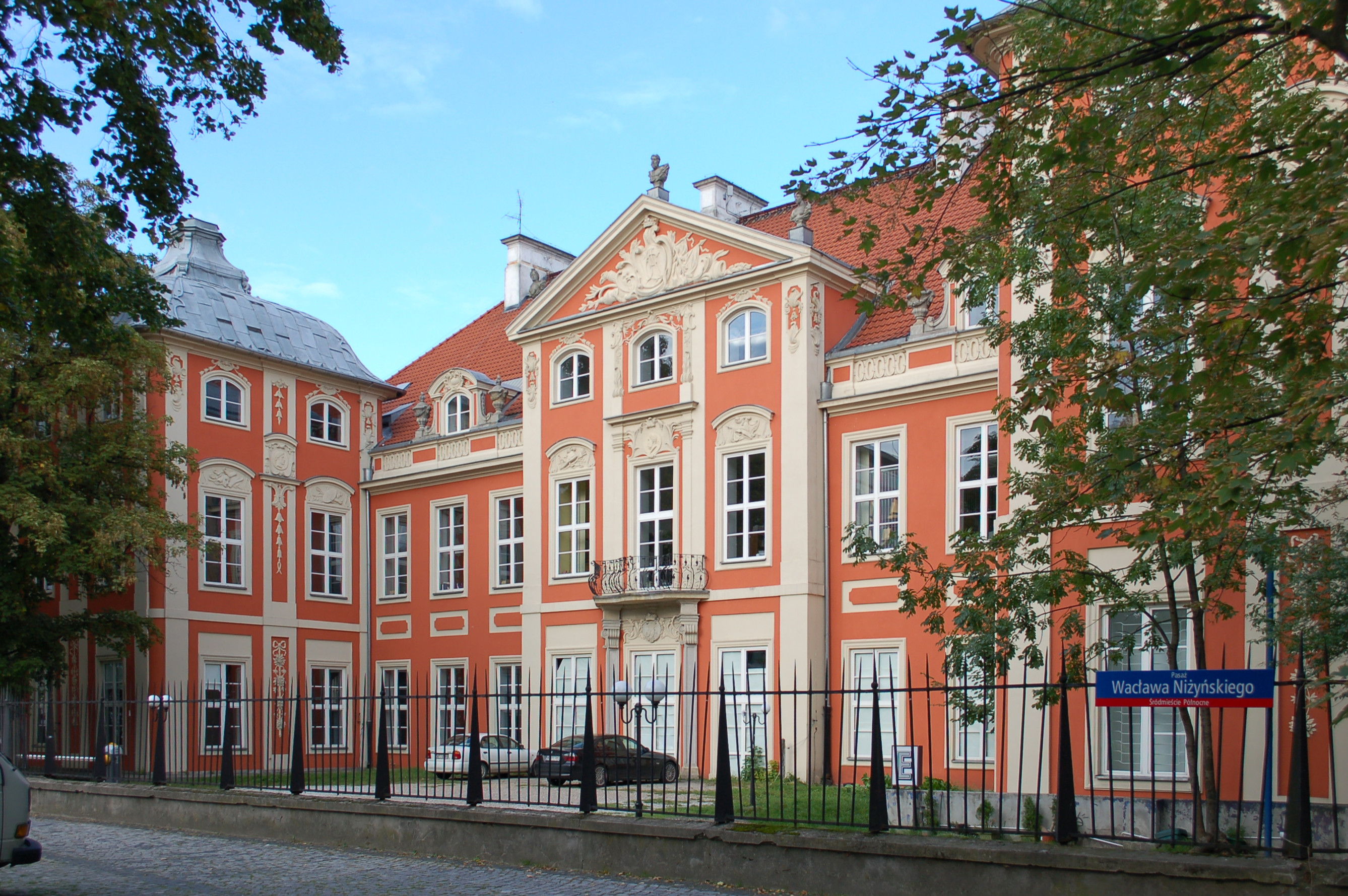
Académie des beaux-arts de Varsovie

1912 est la date la plus largement citée pour la naissance de Katherine Librowicz, le Dictionnaire Bénézit la disant née le 1er novembre 1915. Après avoir suivi les cours de l'Académie des beaux-arts de Varsovie, elle arrive en France en 1937 pour fréquenter jusqu'en 1938 l'académie d'André Lhote à Montparnasse
Katherine Libriwicz rencontre puis épouse en 1942 le peintre Dan Walck (1909-2002), de son vrai nom Daniel Walcker, fils de Henry Walcker (1873-1912), fondateur de l'entreprise automobile Chenard et Walcker : « un même art lie leur ménage et leur talent » reconnaît-on. Après la Seconde Guerre mondiale, le couple s'installe à vie dans l'immeuble situé au n°26 de la rue des Plantes, ruche d'artistes où elle côtoie Jean Carzou, Lucien Coutaud, Jean Even, Jean Lambert-Rucki, Édouard Pignon et Leopold Survage. Elle participe au Salon des Tuileries de juin 1947, Denys Chevalier y remarquant ses « natures mortes qui doivent beaucoup aux impressionnistes ». Reconnue alors pour ses portraits d'enfants et d'adolescents (« les meilleurs de notre temps » écrira son ami André Maurois), elle entrera par ce thème dans des collections privées telles celles de la « comtesse de Paris » (Portrait de Marie d'Orléans), Micheline Presle, Jean-Pierre Aumont et Maria Montez (Portrait de Tina Aumont), Madona Bouglione, François Mauriac, Michel d'Ornano, André Hambourg ou Paul Vialar.
La construction par Dan Walck d'une étonnante roulotte, « à la fois atelier roulant et maison de famille », offre au couple et à ses deux filles des villégiatures estivales que les carnets de croquis et la peinture de Katherine Librowicz situent en Île-de-France (Seine-et-Marne, Yvelines), en Charente-Maritime (La Rochelle), en Bretagne (Douarnenez, Audierne, Quiberon), en Normandie (Deauville, Le Havre), en Provence (Les Baux-de-Provence), aux Pays-Bas (Veere). Elle visite et peint également l'Italie (Venise), le Mexique, le Portugal (les aquarelles qu'elle y exécute, exposées à la Galerie du XVIe en 1960, « transmettent son sens du pittoresque et de l'atmosphère ») et l'Espagne (notamment l'île d'Ibiza).
Katherine Librowicz meurt le 9 avril 1991 dans le 14e arrondissement de Paris.

## Contributions bibliophiliques
- Chants de Noël - Berceuses d'antan, illustrations de Katherine Librowicz, Lullaby Children Baby, 1949.
- Paul Vialar, La découverte de la vie, douze compositions aquarellées de Katherine Librowicz en hors-texte, tirage de 2.600 exemplaires numérotés, Éditions Roger Dacosta, 1955.

## Expositions

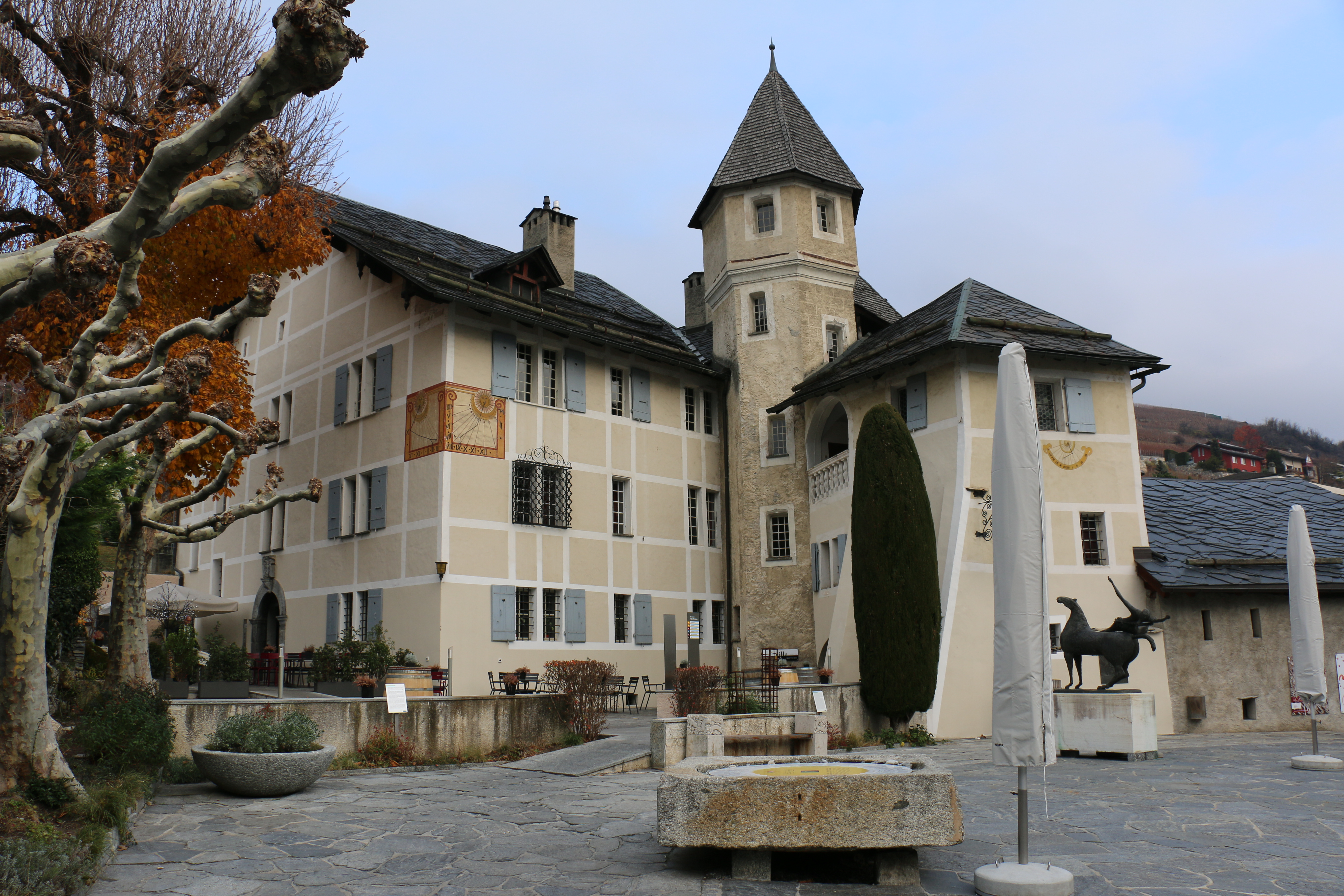
Château de Villa, Sierre, 1964

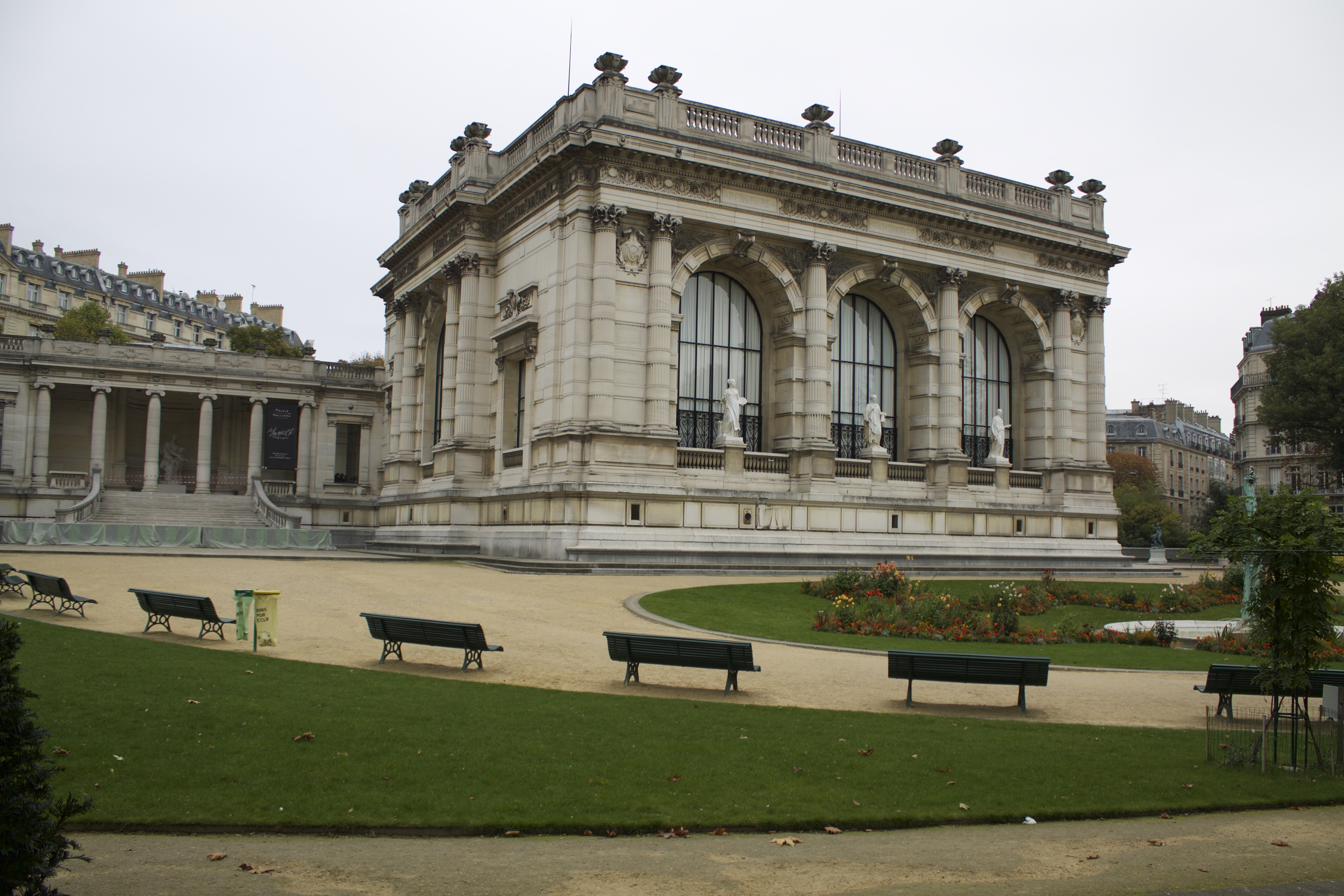
Musée Galliera, Paris, 1977

- Salon des Tuileries, Paris, juin 1947.
- Salon des indépendants, Paris, 1950[7].
- Katherine Librowicz et Dan Walck, Galerie du Vieux-Monde, Lausanne, février 1955[8].
- Salon des artistes libres, Paris, 1956.
- Katherine Librowicz et Dan Walck, Galerie Gérard Mourgue, Paris, novembre 1958[3].
- Salon des indépendants, Paris, 1958, 1959, 1971, 1975, 1979.
- Katherine Librowicz - Enfants, portraits, compositions, Galerie du XVIe, Paris, avril 1959[9], mai 1960[6].
- Katherine Librowicz - Aquarelles, esquisses, portraits d'enfants, Galerie Jean Giraudoux, Paris, avril-mai 1961.
- Katherine Librowicz et Dan Walck, château de Villa, Sierre (Suisse), mars-avril 1964[10].
- Katherie Librowicz et Dan Walck, Galerie Vendôme, rue de la Paix, Paris, février-mars 1968[11].
- Salon des peintres témoins de leur temps, Musée Galliera, Paris, février-mars 1977 (thème : la fête ; toile exposée : Jour de fête chez les montagnards polonais)[12].
- Katherine Librowicz - Peintures, aquarelles (portraits, paysages), Galerie des Orfèvres, Paris, janvier 1980.
- Expositions non datées : Salon d'automne, Salon des femmes peintres, Salon des artistes français, Salon Terres latines.
- J.-J. Mathias, Baron Ribeyre & Associés et SVV Farrando, Vente des ateliers Katherine Librowicz et Dan Walck, Hôtel Drouot, Paris, 1er juillet 2009.
- Faces à la mer - Le portrait dans les collections des Franciscaines, les planches de Deauville, 2016.

## Réception critique
- « Monde de l'enfance, merveilleux de fraîcheur, d'innocence. Enfants tour à tour pensifs, mélancoliques, ironiques ; monde de l'instinct, de l'être sans appât, sans calcul ; monde libre, non encore révélé aux complications de la maturité, de la réalité cursive dans laquelle se perd l'innocence. Tout cela, Katherine Librowicz sait le décrire, le recréer avec une sensibilité, une délicatesse infinie, une subtilité qui dans ses aquarelles parvient à rendre la sensation d'immatérialité, d'évanescence et de fugitif. » - Henry Galy-Carles[9]
- « Katherine Librowicz semble, du premier regard, toute charme. Mais, mieux elle connaît son métier, plus elle cherche la simplification. Sa construction est rigoureuse et disciplinée. Sa technique la conduit à de belles recherches sur la transparence de l'ombre et l'opacité de la lumière. Elle demande ses effets non plus seulement à la couleur et aux valeurs, mais à la consistance même de la pâte. Toutefois, elle demeure avant tout une portraitiste et le côté humain est pour elle essentiel. Elle sait, à travers un visage, par la pureté d'un regard, nous faire comprendre les sentiments du modèle et les siens. Elle veut qu'une figure, un paysage, une nature morte attriste, effraie ou enchante le spectateur. Pour elle, le message du peintre, c'est cette transmission, sans parole, d'impressions douces ou rudes. » - André Maurois, de l'Académie française[10]
- « Les tableaux de Katherine Librowicz nous appellent à un plaisir qui va beaucoup plus loin et beaucoup plus profond que le plaisir des yeux car l'artiste les a recouverts d'une poudre magique faite de tant d'amour, de tendresse et de chaleur humaine que, même sans écouter, on entend les battements de son cœur. » - André Flament[5]

## Musées et collections publiques
- Musée Carnavalet, Paris, Kermesse aux étoiles dans le jardin des Tuileries, printemps 1955 : les spectateurs devant un stand, dessin aquarellé[13].
- Musée des Franciscaines, Deauville, Portrait d'Arthur, fils du peintre André Hambourg, 1958[14].
- Port-musée de Douarnenez, Panorama de Douarnenez, huit tableaux co-réalisés par Katherine Librowicz et Dan Walck en 1953-1954 (donation Bariou, propriétaire du café du port du Rosmeur, Douarnenez)[15],[16].

## Prix et distinctions
- Prix du portrait de la Galerie Bernheim.
- Prix de l'Union des femmes peintres et sculpteurs.